# Флека — Карлстрема тема
Те́ма Флека — Карлстрема — тема в шаховій композиції ортодоксального жанру. Формулювання теми — ускладнення теми Флека-1 шляхом введенням додаткових захистів, які парирують усі множинні загрози при появі іншого мату, якого не було серед множинних загроз. Додаткових тематичних захистів з новими (іншими) матами повинно бути стільки ж, скільки виникло загроз після вступного ходу білих.

## Історія
Цю ідею запропонував норвезький проблеміст Альфред Карлстрем (14.03.1907—03.06.1967).
В задачі повністю проходить тема Флека-1 — після першого ходу виникає множинна загроза і є захисти чорних, на які проходять по черзі усі тематичні загрози, а тоді в гру вступають додаткові тематичні захисти чорних, на які не проходить жодна загроза мату, а виникає інша. Таких тематичних додаткових захистів повинно бути стільки, скільки було загроз.
А. Карлстрем знайшов інший підхід до вираження ідеї Ференца Флека і вніс новизну у її вираження, тому таке вираження ідеї дістало назву — тема Флека — Карлстрема. Задача з такою ідеєю була створена в 1947 році.
|   | a | b | c | d | e | f | g | h |   |
| 8 | a8 чорний кінь · h8 чорний слон · e7 білий кінь · g7 білий слон · h7 чорна тура · a6 білий кінь · h6 білий ферзь · a5 чорний пішак · e5 чорний ферзь · a4 білий король · b4 білий пішак · d4 чорний король · e4 чорна тура · g4 біла тура · a3 чорний пішак · b3 білий пішак · d3 чорний пішак · a2 білий пішак · b2 білий пішак · g1 біла тура | a8 чорний кінь · h8 чорний слон · e7 білий кінь · g7 білий слон · h7 чорна тура · a6 білий кінь · h6 білий ферзь · a5 чорний пішак · e5 чорний ферзь · a4 білий король · b4 білий пішак · d4 чорний король · e4 чорна тура · g4 біла тура · a3 чорний пішак · b3 білий пішак · d3 чорний пішак · a2 білий пішак · b2 білий пішак · g1 біла тура | a8 чорний кінь · h8 чорний слон · e7 білий кінь · g7 білий слон · h7 чорна тура · a6 білий кінь · h6 білий ферзь · a5 чорний пішак · e5 чорний ферзь · a4 білий король · b4 білий пішак · d4 чорний король · e4 чорна тура · g4 біла тура · a3 чорний пішак · b3 білий пішак · d3 чорний пішак · a2 білий пішак · b2 білий пішак · g1 біла тура | a8 чорний кінь · h8 чорний слон · e7 білий кінь · g7 білий слон · h7 чорна тура · a6 білий кінь · h6 білий ферзь · a5 чорний пішак · e5 чорний ферзь · a4 білий король · b4 білий пішак · d4 чорний король · e4 чорна тура · g4 біла тура · a3 чорний пішак · b3 білий пішак · d3 чорний пішак · a2 білий пішак · b2 білий пішак · g1 біла тура | a8 чорний кінь · h8 чорний слон · e7 білий кінь · g7 білий слон · h7 чорна тура · a6 білий кінь · h6 білий ферзь · a5 чорний пішак · e5 чорний ферзь · a4 білий король · b4 білий пішак · d4 чорний король · e4 чорна тура · g4 біла тура · a3 чорний пішак · b3 білий пішак · d3 чорний пішак · a2 білий пішак · b2 білий пішак · g1 біла тура | a8 чорний кінь · h8 чорний слон · e7 білий кінь · g7 білий слон · h7 чорна тура · a6 білий кінь · h6 білий ферзь · a5 чорний пішак · e5 чорний ферзь · a4 білий король · b4 білий пішак · d4 чорний король · e4 чорна тура · g4 біла тура · a3 чорний пішак · b3 білий пішак · d3 чорний пішак · a2 білий пішак · b2 білий пішак · g1 біла тура | a8 чорний кінь · h8 чорний слон · e7 білий кінь · g7 білий слон · h7 чорна тура · a6 білий кінь · h6 білий ферзь · a5 чорний пішак · e5 чорний ферзь · a4 білий король · b4 білий пішак · d4 чорний король · e4 чорна тура · g4 біла тура · a3 чорний пішак · b3 білий пішак · d3 чорний пішак · a2 білий пішак · b2 білий пішак · g1 біла тура | a8 чорний кінь · h8 чорний слон · e7 білий кінь · g7 білий слон · h7 чорна тура · a6 білий кінь · h6 білий ферзь · a5 чорний пішак · e5 чорний ферзь · a4 білий король · b4 білий пішак · d4 чорний король · e4 чорна тура · g4 біла тура · a3 чорний пішак · b3 білий пішак · d3 чорний пішак · a2 білий пішак · b2 білий пішак · g1 біла тура | 8 |
| 7 | a8 чорний кінь · h8 чорний слон · e7 білий кінь · g7 білий слон · h7 чорна тура · a6 білий кінь · h6 білий ферзь · a5 чорний пішак · e5 чорний ферзь · a4 білий король · b4 білий пішак · d4 чорний король · e4 чорна тура · g4 біла тура · a3 чорний пішак · b3 білий пішак · d3 чорний пішак · a2 білий пішак · b2 білий пішак · g1 біла тура | a8 чорний кінь · h8 чорний слон · e7 білий кінь · g7 білий слон · h7 чорна тура · a6 білий кінь · h6 білий ферзь · a5 чорний пішак · e5 чорний ферзь · a4 білий король · b4 білий пішак · d4 чорний король · e4 чорна тура · g4 біла тура · a3 чорний пішак · b3 білий пішак · d3 чорний пішак · a2 білий пішак · b2 білий пішак · g1 біла тура | a8 чорний кінь · h8 чорний слон · e7 білий кінь · g7 білий слон · h7 чорна тура · a6 білий кінь · h6 білий ферзь · a5 чорний пішак · e5 чорний ферзь · a4 білий король · b4 білий пішак · d4 чорний король · e4 чорна тура · g4 біла тура · a3 чорний пішак · b3 білий пішак · d3 чорний пішак · a2 білий пішак · b2 білий пішак · g1 біла тура | a8 чорний кінь · h8 чорний слон · e7 білий кінь · g7 білий слон · h7 чорна тура · a6 білий кінь · h6 білий ферзь · a5 чорний пішак · e5 чорний ферзь · a4 білий король · b4 білий пішак · d4 чорний король · e4 чорна тура · g4 біла тура · a3 чорний пішак · b3 білий пішак · d3 чорний пішак · a2 білий пішак · b2 білий пішак · g1 біла тура | a8 чорний кінь · h8 чорний слон · e7 білий кінь · g7 білий слон · h7 чорна тура · a6 білий кінь · h6 білий ферзь · a5 чорний пішак · e5 чорний ферзь · a4 білий король · b4 білий пішак · d4 чорний король · e4 чорна тура · g4 біла тура · a3 чорний пішак · b3 білий пішак · d3 чорний пішак · a2 білий пішак · b2 білий пішак · g1 біла тура | a8 чорний кінь · h8 чорний слон · e7 білий кінь · g7 білий слон · h7 чорна тура · a6 білий кінь · h6 білий ферзь · a5 чорний пішак · e5 чорний ферзь · a4 білий король · b4 білий пішак · d4 чорний король · e4 чорна тура · g4 біла тура · a3 чорний пішак · b3 білий пішак · d3 чорний пішак · a2 білий пішак · b2 білий пішак · g1 біла тура | a8 чорний кінь · h8 чорний слон · e7 білий кінь · g7 білий слон · h7 чорна тура · a6 білий кінь · h6 білий ферзь · a5 чорний пішак · e5 чорний ферзь · a4 білий король · b4 білий пішак · d4 чорний король · e4 чорна тура · g4 біла тура · a3 чорний пішак · b3 білий пішак · d3 чорний пішак · a2 білий пішак · b2 білий пішак · g1 біла тура | a8 чорний кінь · h8 чорний слон · e7 білий кінь · g7 білий слон · h7 чорна тура · a6 білий кінь · h6 білий ферзь · a5 чорний пішак · e5 чорний ферзь · a4 білий король · b4 білий пішак · d4 чорний король · e4 чорна тура · g4 біла тура · a3 чорний пішак · b3 білий пішак · d3 чорний пішак · a2 білий пішак · b2 білий пішак · g1 біла тура | 7 |
| 6 | a8 чорний кінь · h8 чорний слон · e7 білий кінь · g7 білий слон · h7 чорна тура · a6 білий кінь · h6 білий ферзь · a5 чорний пішак · e5 чорний ферзь · a4 білий король · b4 білий пішак · d4 чорний король · e4 чорна тура · g4 біла тура · a3 чорний пішак · b3 білий пішак · d3 чорний пішак · a2 білий пішак · b2 білий пішак · g1 біла тура | a8 чорний кінь · h8 чорний слон · e7 білий кінь · g7 білий слон · h7 чорна тура · a6 білий кінь · h6 білий ферзь · a5 чорний пішак · e5 чорний ферзь · a4 білий король · b4 білий пішак · d4 чорний король · e4 чорна тура · g4 біла тура · a3 чорний пішак · b3 білий пішак · d3 чорний пішак · a2 білий пішак · b2 білий пішак · g1 біла тура | a8 чорний кінь · h8 чорний слон · e7 білий кінь · g7 білий слон · h7 чорна тура · a6 білий кінь · h6 білий ферзь · a5 чорний пішак · e5 чорний ферзь · a4 білий король · b4 білий пішак · d4 чорний король · e4 чорна тура · g4 біла тура · a3 чорний пішак · b3 білий пішак · d3 чорний пішак · a2 білий пішак · b2 білий пішак · g1 біла тура | a8 чорний кінь · h8 чорний слон · e7 білий кінь · g7 білий слон · h7 чорна тура · a6 білий кінь · h6 білий ферзь · a5 чорний пішак · e5 чорний ферзь · a4 білий король · b4 білий пішак · d4 чорний король · e4 чорна тура · g4 біла тура · a3 чорний пішак · b3 білий пішак · d3 чорний пішак · a2 білий пішак · b2 білий пішак · g1 біла тура | a8 чорний кінь · h8 чорний слон · e7 білий кінь · g7 білий слон · h7 чорна тура · a6 білий кінь · h6 білий ферзь · a5 чорний пішак · e5 чорний ферзь · a4 білий король · b4 білий пішак · d4 чорний король · e4 чорна тура · g4 біла тура · a3 чорний пішак · b3 білий пішак · d3 чорний пішак · a2 білий пішак · b2 білий пішак · g1 біла тура | a8 чорний кінь · h8 чорний слон · e7 білий кінь · g7 білий слон · h7 чорна тура · a6 білий кінь · h6 білий ферзь · a5 чорний пішак · e5 чорний ферзь · a4 білий король · b4 білий пішак · d4 чорний король · e4 чорна тура · g4 біла тура · a3 чорний пішак · b3 білий пішак · d3 чорний пішак · a2 білий пішак · b2 білий пішак · g1 біла тура | a8 чорний кінь · h8 чорний слон · e7 білий кінь · g7 білий слон · h7 чорна тура · a6 білий кінь · h6 білий ферзь · a5 чорний пішак · e5 чорний ферзь · a4 білий король · b4 білий пішак · d4 чорний король · e4 чорна тура · g4 біла тура · a3 чорний пішак · b3 білий пішак · d3 чорний пішак · a2 білий пішак · b2 білий пішак · g1 біла тура | a8 чорний кінь · h8 чорний слон · e7 білий кінь · g7 білий слон · h7 чорна тура · a6 білий кінь · h6 білий ферзь · a5 чорний пішак · e5 чорний ферзь · a4 білий король · b4 білий пішак · d4 чорний король · e4 чорна тура · g4 біла тура · a3 чорний пішак · b3 білий пішак · d3 чорний пішак · a2 білий пішак · b2 білий пішак · g1 біла тура | 6 |
| 5 | a8 чорний кінь · h8 чорний слон · e7 білий кінь · g7 білий слон · h7 чорна тура · a6 білий кінь · h6 білий ферзь · a5 чорний пішак · e5 чорний ферзь · a4 білий король · b4 білий пішак · d4 чорний король · e4 чорна тура · g4 біла тура · a3 чорний пішак · b3 білий пішак · d3 чорний пішак · a2 білий пішак · b2 білий пішак · g1 біла тура | a8 чорний кінь · h8 чорний слон · e7 білий кінь · g7 білий слон · h7 чорна тура · a6 білий кінь · h6 білий ферзь · a5 чорний пішак · e5 чорний ферзь · a4 білий король · b4 білий пішак · d4 чорний король · e4 чорна тура · g4 біла тура · a3 чорний пішак · b3 білий пішак · d3 чорний пішак · a2 білий пішак · b2 білий пішак · g1 біла тура | a8 чорний кінь · h8 чорний слон · e7 білий кінь · g7 білий слон · h7 чорна тура · a6 білий кінь · h6 білий ферзь · a5 чорний пішак · e5 чорний ферзь · a4 білий король · b4 білий пішак · d4 чорний король · e4 чорна тура · g4 біла тура · a3 чорний пішак · b3 білий пішак · d3 чорний пішак · a2 білий пішак · b2 білий пішак · g1 біла тура | a8 чорний кінь · h8 чорний слон · e7 білий кінь · g7 білий слон · h7 чорна тура · a6 білий кінь · h6 білий ферзь · a5 чорний пішак · e5 чорний ферзь · a4 білий король · b4 білий пішак · d4 чорний король · e4 чорна тура · g4 біла тура · a3 чорний пішак · b3 білий пішак · d3 чорний пішак · a2 білий пішак · b2 білий пішак · g1 біла тура | a8 чорний кінь · h8 чорний слон · e7 білий кінь · g7 білий слон · h7 чорна тура · a6 білий кінь · h6 білий ферзь · a5 чорний пішак · e5 чорний ферзь · a4 білий король · b4 білий пішак · d4 чорний король · e4 чорна тура · g4 біла тура · a3 чорний пішак · b3 білий пішак · d3 чорний пішак · a2 білий пішак · b2 білий пішак · g1 біла тура | a8 чорний кінь · h8 чорний слон · e7 білий кінь · g7 білий слон · h7 чорна тура · a6 білий кінь · h6 білий ферзь · a5 чорний пішак · e5 чорний ферзь · a4 білий король · b4 білий пішак · d4 чорний король · e4 чорна тура · g4 біла тура · a3 чорний пішак · b3 білий пішак · d3 чорний пішак · a2 білий пішак · b2 білий пішак · g1 біла тура | a8 чорний кінь · h8 чорний слон · e7 білий кінь · g7 білий слон · h7 чорна тура · a6 білий кінь · h6 білий ферзь · a5 чорний пішак · e5 чорний ферзь · a4 білий король · b4 білий пішак · d4 чорний король · e4 чорна тура · g4 біла тура · a3 чорний пішак · b3 білий пішак · d3 чорний пішак · a2 білий пішак · b2 білий пішак · g1 біла тура | a8 чорний кінь · h8 чорний слон · e7 білий кінь · g7 білий слон · h7 чорна тура · a6 білий кінь · h6 білий ферзь · a5 чорний пішак · e5 чорний ферзь · a4 білий король · b4 білий пішак · d4 чорний король · e4 чорна тура · g4 біла тура · a3 чорний пішак · b3 білий пішак · d3 чорний пішак · a2 білий пішак · b2 білий пішак · g1 біла тура | 5 |
| 4 | a8 чорний кінь · h8 чорний слон · e7 білий кінь · g7 білий слон · h7 чорна тура · a6 білий кінь · h6 білий ферзь · a5 чорний пішак · e5 чорний ферзь · a4 білий король · b4 білий пішак · d4 чорний король · e4 чорна тура · g4 біла тура · a3 чорний пішак · b3 білий пішак · d3 чорний пішак · a2 білий пішак · b2 білий пішак · g1 біла тура | a8 чорний кінь · h8 чорний слон · e7 білий кінь · g7 білий слон · h7 чорна тура · a6 білий кінь · h6 білий ферзь · a5 чорний пішак · e5 чорний ферзь · a4 білий король · b4 білий пішак · d4 чорний король · e4 чорна тура · g4 біла тура · a3 чорний пішак · b3 білий пішак · d3 чорний пішак · a2 білий пішак · b2 білий пішак · g1 біла тура | a8 чорний кінь · h8 чорний слон · e7 білий кінь · g7 білий слон · h7 чорна тура · a6 білий кінь · h6 білий ферзь · a5 чорний пішак · e5 чорний ферзь · a4 білий король · b4 білий пішак · d4 чорний король · e4 чорна тура · g4 біла тура · a3 чорний пішак · b3 білий пішак · d3 чорний пішак · a2 білий пішак · b2 білий пішак · g1 біла тура | a8 чорний кінь · h8 чорний слон · e7 білий кінь · g7 білий слон · h7 чорна тура · a6 білий кінь · h6 білий ферзь · a5 чорний пішак · e5 чорний ферзь · a4 білий король · b4 білий пішак · d4 чорний король · e4 чорна тура · g4 біла тура · a3 чорний пішак · b3 білий пішак · d3 чорний пішак · a2 білий пішак · b2 білий пішак · g1 біла тура | a8 чорний кінь · h8 чорний слон · e7 білий кінь · g7 білий слон · h7 чорна тура · a6 білий кінь · h6 білий ферзь · a5 чорний пішак · e5 чорний ферзь · a4 білий король · b4 білий пішак · d4 чорний король · e4 чорна тура · g4 біла тура · a3 чорний пішак · b3 білий пішак · d3 чорний пішак · a2 білий пішак · b2 білий пішак · g1 біла тура | a8 чорний кінь · h8 чорний слон · e7 білий кінь · g7 білий слон · h7 чорна тура · a6 білий кінь · h6 білий ферзь · a5 чорний пішак · e5 чорний ферзь · a4 білий король · b4 білий пішак · d4 чорний король · e4 чорна тура · g4 біла тура · a3 чорний пішак · b3 білий пішак · d3 чорний пішак · a2 білий пішак · b2 білий пішак · g1 біла тура | a8 чорний кінь · h8 чорний слон · e7 білий кінь · g7 білий слон · h7 чорна тура · a6 білий кінь · h6 білий ферзь · a5 чорний пішак · e5 чорний ферзь · a4 білий король · b4 білий пішак · d4 чорний король · e4 чорна тура · g4 біла тура · a3 чорний пішак · b3 білий пішак · d3 чорний пішак · a2 білий пішак · b2 білий пішак · g1 біла тура | a8 чорний кінь · h8 чорний слон · e7 білий кінь · g7 білий слон · h7 чорна тура · a6 білий кінь · h6 білий ферзь · a5 чорний пішак · e5 чорний ферзь · a4 білий король · b4 білий пішак · d4 чорний король · e4 чорна тура · g4 біла тура · a3 чорний пішак · b3 білий пішак · d3 чорний пішак · a2 білий пішак · b2 білий пішак · g1 біла тура | 4 |
| 3 | a8 чорний кінь · h8 чорний слон · e7 білий кінь · g7 білий слон · h7 чорна тура · a6 білий кінь · h6 білий ферзь · a5 чорний пішак · e5 чорний ферзь · a4 білий король · b4 білий пішак · d4 чорний король · e4 чорна тура · g4 біла тура · a3 чорний пішак · b3 білий пішак · d3 чорний пішак · a2 білий пішак · b2 білий пішак · g1 біла тура | a8 чорний кінь · h8 чорний слон · e7 білий кінь · g7 білий слон · h7 чорна тура · a6 білий кінь · h6 білий ферзь · a5 чорний пішак · e5 чорний ферзь · a4 білий король · b4 білий пішак · d4 чорний король · e4 чорна тура · g4 біла тура · a3 чорний пішак · b3 білий пішак · d3 чорний пішак · a2 білий пішак · b2 білий пішак · g1 біла тура | a8 чорний кінь · h8 чорний слон · e7 білий кінь · g7 білий слон · h7 чорна тура · a6 білий кінь · h6 білий ферзь · a5 чорний пішак · e5 чорний ферзь · a4 білий король · b4 білий пішак · d4 чорний король · e4 чорна тура · g4 біла тура · a3 чорний пішак · b3 білий пішак · d3 чорний пішак · a2 білий пішак · b2 білий пішак · g1 біла тура | a8 чорний кінь · h8 чорний слон · e7 білий кінь · g7 білий слон · h7 чорна тура · a6 білий кінь · h6 білий ферзь · a5 чорний пішак · e5 чорний ферзь · a4 білий король · b4 білий пішак · d4 чорний король · e4 чорна тура · g4 біла тура · a3 чорний пішак · b3 білий пішак · d3 чорний пішак · a2 білий пішак · b2 білий пішак · g1 біла тура | a8 чорний кінь · h8 чорний слон · e7 білий кінь · g7 білий слон · h7 чорна тура · a6 білий кінь · h6 білий ферзь · a5 чорний пішак · e5 чорний ферзь · a4 білий король · b4 білий пішак · d4 чорний король · e4 чорна тура · g4 біла тура · a3 чорний пішак · b3 білий пішак · d3 чорний пішак · a2 білий пішак · b2 білий пішак · g1 біла тура | a8 чорний кінь · h8 чорний слон · e7 білий кінь · g7 білий слон · h7 чорна тура · a6 білий кінь · h6 білий ферзь · a5 чорний пішак · e5 чорний ферзь · a4 білий король · b4 білий пішак · d4 чорний король · e4 чорна тура · g4 біла тура · a3 чорний пішак · b3 білий пішак · d3 чорний пішак · a2 білий пішак · b2 білий пішак · g1 біла тура | a8 чорний кінь · h8 чорний слон · e7 білий кінь · g7 білий слон · h7 чорна тура · a6 білий кінь · h6 білий ферзь · a5 чорний пішак · e5 чорний ферзь · a4 білий король · b4 білий пішак · d4 чорний король · e4 чорна тура · g4 біла тура · a3 чорний пішак · b3 білий пішак · d3 чорний пішак · a2 білий пішак · b2 білий пішак · g1 біла тура | a8 чорний кінь · h8 чорний слон · e7 білий кінь · g7 білий слон · h7 чорна тура · a6 білий кінь · h6 білий ферзь · a5 чорний пішак · e5 чорний ферзь · a4 білий король · b4 білий пішак · d4 чорний король · e4 чорна тура · g4 біла тура · a3 чорний пішак · b3 білий пішак · d3 чорний пішак · a2 білий пішак · b2 білий пішак · g1 біла тура | 3 |
| 2 | a8 чорний кінь · h8 чорний слон · e7 білий кінь · g7 білий слон · h7 чорна тура · a6 білий кінь · h6 білий ферзь · a5 чорний пішак · e5 чорний ферзь · a4 білий король · b4 білий пішак · d4 чорний король · e4 чорна тура · g4 біла тура · a3 чорний пішак · b3 білий пішак · d3 чорний пішак · a2 білий пішак · b2 білий пішак · g1 біла тура | a8 чорний кінь · h8 чорний слон · e7 білий кінь · g7 білий слон · h7 чорна тура · a6 білий кінь · h6 білий ферзь · a5 чорний пішак · e5 чорний ферзь · a4 білий король · b4 білий пішак · d4 чорний король · e4 чорна тура · g4 біла тура · a3 чорний пішак · b3 білий пішак · d3 чорний пішак · a2 білий пішак · b2 білий пішак · g1 біла тура | a8 чорний кінь · h8 чорний слон · e7 білий кінь · g7 білий слон · h7 чорна тура · a6 білий кінь · h6 білий ферзь · a5 чорний пішак · e5 чорний ферзь · a4 білий король · b4 білий пішак · d4 чорний король · e4 чорна тура · g4 біла тура · a3 чорний пішак · b3 білий пішак · d3 чорний пішак · a2 білий пішак · b2 білий пішак · g1 біла тура | a8 чорний кінь · h8 чорний слон · e7 білий кінь · g7 білий слон · h7 чорна тура · a6 білий кінь · h6 білий ферзь · a5 чорний пішак · e5 чорний ферзь · a4 білий король · b4 білий пішак · d4 чорний король · e4 чорна тура · g4 біла тура · a3 чорний пішак · b3 білий пішак · d3 чорний пішак · a2 білий пішак · b2 білий пішак · g1 біла тура | a8 чорний кінь · h8 чорний слон · e7 білий кінь · g7 білий слон · h7 чорна тура · a6 білий кінь · h6 білий ферзь · a5 чорний пішак · e5 чорний ферзь · a4 білий король · b4 білий пішак · d4 чорний король · e4 чорна тура · g4 біла тура · a3 чорний пішак · b3 білий пішак · d3 чорний пішак · a2 білий пішак · b2 білий пішак · g1 біла тура | a8 чорний кінь · h8 чорний слон · e7 білий кінь · g7 білий слон · h7 чорна тура · a6 білий кінь · h6 білий ферзь · a5 чорний пішак · e5 чорний ферзь · a4 білий король · b4 білий пішак · d4 чорний король · e4 чорна тура · g4 біла тура · a3 чорний пішак · b3 білий пішак · d3 чорний пішак · a2 білий пішак · b2 білий пішак · g1 біла тура | a8 чорний кінь · h8 чорний слон · e7 білий кінь · g7 білий слон · h7 чорна тура · a6 білий кінь · h6 білий ферзь · a5 чорний пішак · e5 чорний ферзь · a4 білий король · b4 білий пішак · d4 чорний король · e4 чорна тура · g4 біла тура · a3 чорний пішак · b3 білий пішак · d3 чорний пішак · a2 білий пішак · b2 білий пішак · g1 біла тура | a8 чорний кінь · h8 чорний слон · e7 білий кінь · g7 білий слон · h7 чорна тура · a6 білий кінь · h6 білий ферзь · a5 чорний пішак · e5 чорний ферзь · a4 білий король · b4 білий пішак · d4 чорний король · e4 чорна тура · g4 біла тура · a3 чорний пішак · b3 білий пішак · d3 чорний пішак · a2 білий пішак · b2 білий пішак · g1 біла тура | 2 |
| 1 | a8 чорний кінь · h8 чорний слон · e7 білий кінь · g7 білий слон · h7 чорна тура · a6 білий кінь · h6 білий ферзь · a5 чорний пішак · e5 чорний ферзь · a4 білий король · b4 білий пішак · d4 чорний король · e4 чорна тура · g4 біла тура · a3 чорний пішак · b3 білий пішак · d3 чорний пішак · a2 білий пішак · b2 білий пішак · g1 біла тура | a8 чорний кінь · h8 чорний слон · e7 білий кінь · g7 білий слон · h7 чорна тура · a6 білий кінь · h6 білий ферзь · a5 чорний пішак · e5 чорний ферзь · a4 білий король · b4 білий пішак · d4 чорний король · e4 чорна тура · g4 біла тура · a3 чорний пішак · b3 білий пішак · d3 чорний пішак · a2 білий пішак · b2 білий пішак · g1 біла тура | a8 чорний кінь · h8 чорний слон · e7 білий кінь · g7 білий слон · h7 чорна тура · a6 білий кінь · h6 білий ферзь · a5 чорний пішак · e5 чорний ферзь · a4 білий король · b4 білий пішак · d4 чорний король · e4 чорна тура · g4 біла тура · a3 чорний пішак · b3 білий пішак · d3 чорний пішак · a2 білий пішак · b2 білий пішак · g1 біла тура | a8 чорний кінь · h8 чорний слон · e7 білий кінь · g7 білий слон · h7 чорна тура · a6 білий кінь · h6 білий ферзь · a5 чорний пішак · e5 чорний ферзь · a4 білий король · b4 білий пішак · d4 чорний король · e4 чорна тура · g4 біла тура · a3 чорний пішак · b3 білий пішак · d3 чорний пішак · a2 білий пішак · b2 білий пішак · g1 біла тура | a8 чорний кінь · h8 чорний слон · e7 білий кінь · g7 білий слон · h7 чорна тура · a6 білий кінь · h6 білий ферзь · a5 чорний пішак · e5 чорний ферзь · a4 білий король · b4 білий пішак · d4 чорний король · e4 чорна тура · g4 біла тура · a3 чорний пішак · b3 білий пішак · d3 чорний пішак · a2 білий пішак · b2 білий пішак · g1 біла тура | a8 чорний кінь · h8 чорний слон · e7 білий кінь · g7 білий слон · h7 чорна тура · a6 білий кінь · h6 білий ферзь · a5 чорний пішак · e5 чорний ферзь · a4 білий король · b4 білий пішак · d4 чорний король · e4 чорна тура · g4 біла тура · a3 чорний пішак · b3 білий пішак · d3 чорний пішак · a2 білий пішак · b2 білий пішак · g1 біла тура | a8 чорний кінь · h8 чорний слон · e7 білий кінь · g7 білий слон · h7 чорна тура · a6 білий кінь · h6 білий ферзь · a5 чорний пішак · e5 чорний ферзь · a4 білий король · b4 білий пішак · d4 чорний король · e4 чорна тура · g4 біла тура · a3 чорний пішак · b3 білий пішак · d3 чорний пішак · a2 білий пішак · b2 білий пішак · g1 біла тура | a8 чорний кінь · h8 чорний слон · e7 білий кінь · g7 білий слон · h7 чорна тура · a6 білий кінь · h6 білий ферзь · a5 чорний пішак · e5 чорний ферзь · a4 білий король · b4 білий пішак · d4 чорний король · e4 чорна тура · g4 біла тура · a3 чорний пішак · b3 білий пішак · d3 чорний пішак · a2 білий пішак · b2 білий пішак · g1 біла тура | 1 |
|   | a | b | c | d | e | f | g | h |   |

1. Sc7! ~ 2. Sb5, Sc6, Se6,Sf5 #
1. … ab2 2. Sb5 #
1. … L: g7 2. Sc6 #
1. … ab4  2.Se6 #
1. … T: h6 2. Sf5 #

1. … S: c7 2. Db6 #
1. … d2 2. D: d2 # 
1. … Tf4 2. D: f4 #
1. … tg4 2. T: g4 #
Повністю пройшла тема Флека-1 з чотирма загрозами і на додаткові чотири захисти чорних пройшли чотири нових мати.